# Basil Somerset Long
Basil Somerset Long (* 1. Mai 1881; † 5. Juni 1937) war ein britischer Kunsthistoriker.
Basil Somerset Long war der Sohn des Reverend E. E. Long. Er besuchte das Bishop’s Stortford College und studierte anschließend am University College of Wales und an der Universität Heidelberg. Nachdem er zunächst 1901 bis 1905 an Privatschulen unterrichtete, wurde er 1906 Mitarbeiter des Victoria and Albert Museums in London. Am Museum wurde er Leiter (Keeper) des Department of Paintings. Seine Forschungsgebiete waren vor allem die Miniaturmalerei und frühe englische Aquarelle.

## Veröffentlichungen (Auswahl)
- Catalogue of the Jones Collection. 3: Paintings and miniatures. Victoria and Albert Museum, London 1923.
- Catalogue of the Constantine Alexander Ionides Collection 1: Paintings in oil, tempera and water-colour together with certain of the drawings. Victoria and Albert Museum, London 1925.
- British miniaturists. Bles, London 1929.